# 孟滌塵
孟滌塵（1928年—2001年10月25日），臺灣女演員。

## 生平
孟滌塵生於1928年，早年為國防部藝術工作總隊話劇隊成員，後活躍於臺灣大小銀幕，演出過《緹縈》等電影，及《星星知我心》、《秋水長天》等多部台視電視劇。1983年，孟滌塵在拍攝電影《大輪迴》夜戲時，不慎跌倒骨折，經送醫救治，幸無大礙。
2000年，孟滌塵被檢查出罹患肺癌，于次年10月25日在臺北榮民總醫院病逝。
孟滌塵育有一女沙嘉鳳。

## 演出作品

### 電影
- 一寸山河一寸血（1968）
- 王者神劍（1969）……顏母
- 不要拋棄我!（1970）
- 緹縈（1971）
- 隴上春痕（1971）
- 東西南北風（1972）
- 突破國際死亡線（1973）
- 十段高手（1973）
- 仇氏雙雄（1974）
- 燕飛翔（1974）
- 寒夜青燈（1974）
- 海韻（1976）……丹妮奶媽
- 願者上釣（1978）
- 神捕（1979）
- 風雨中的燕子（1980）
- 就是溜溜的她（1980）
- 天使心（香港：赤裸天使）（1995）

### 電視劇
- 向日葵（1969）
- 秋水長天（1980）
- 不要說再見（1982）
- 星星的故鄉（1984）

### 舞台劇
- 傳統（1966）

## 外部連結
- 孟滌塵在互联网电影资料库（IMDb）上的資料（英文）（英文）
- 孟滌塵在香港影庫上的簡介